# Enaria adusta
Enaria adusta är en skalbaggsart som beskrevs av Leon Fairmaire 1903. Enaria adusta ingår i släktet Enaria och familjen Melolonthidae. Inga underarter finns listade i Catalogue of Life.